# Christoph Broelsch
Christoph Erich Broelsch (* 14. September 1944 in Hanau; † 12. Februar 2019 in Düsseldorf) war ein deutscher Chirurg und Pionier der Lebertransplantation. 1989 führte er die erste erfolgreiche Lebendtransplantation einer Leber an einem Kind durch.

## Leben und Werk

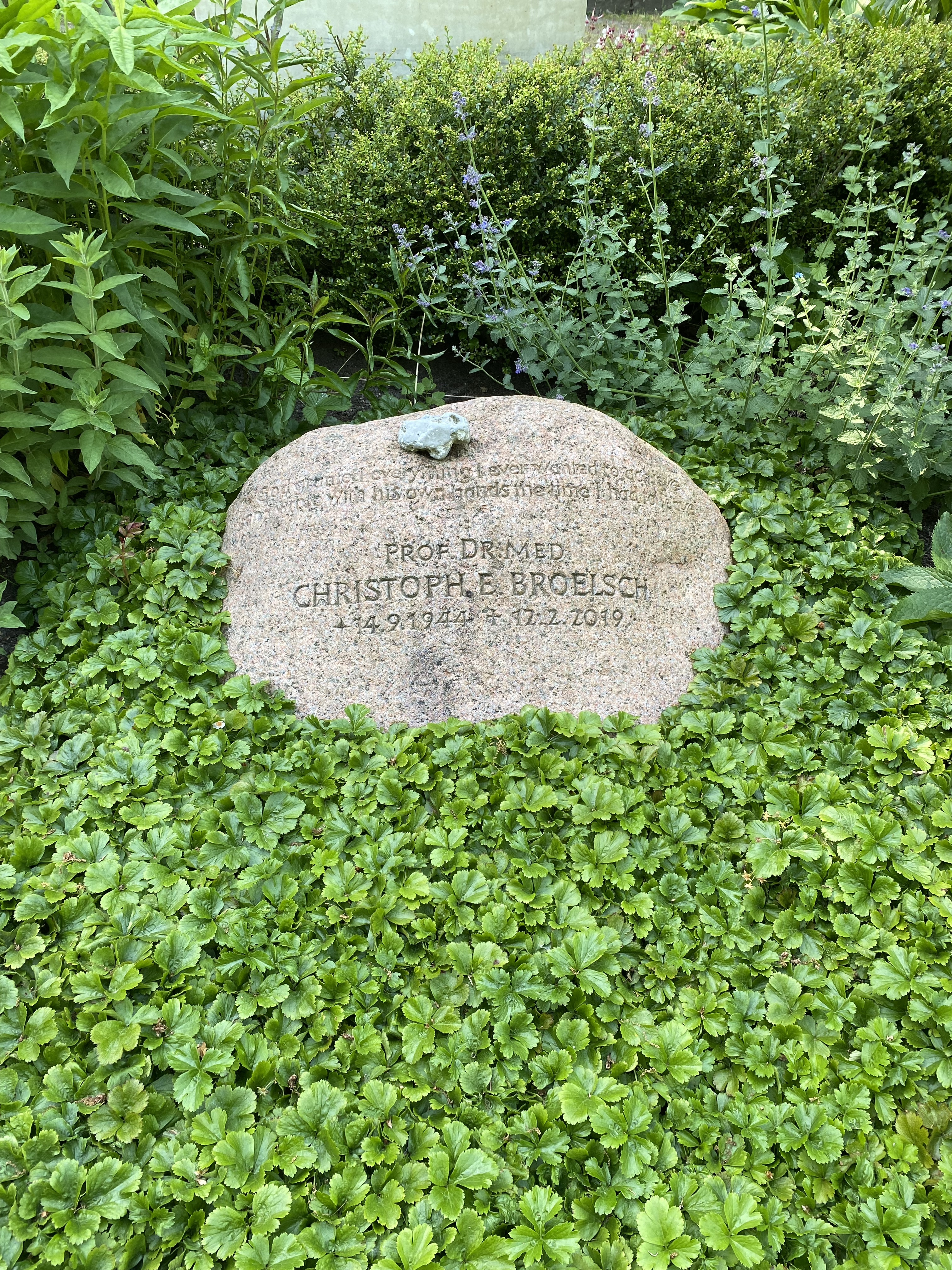
Grabstätte auf dem Friedhof Blankenese

Broelsch wuchs mit seinen vier Schwestern und einem Bruder in Bremen-Schwachhausen auf. Sein Vater Werner Broelsch (1910–2010) war dort als Landesjugendpfarrer tätig. Ende der 1950er Jahre zog die Familie nach Berlin. Nach dem Abitur im Jahr 1963 am Gymnasium Steglitz studierte Broelsch Medizin in Köln, Erlangen und Düsseldorf. Nach einer zehnjährigen Tätigkeit an der Medizinischen Hochschule Hannover unter Rudolf Pichlmayr folgte er einem Ruf an die University of Chicago und bekam dort den Lehrstuhl für hepatobiliäre Transplantation (Lebertransplantation). Hier führte Broelsch 1989 die erste Lebend-Lebertransplantation in den USA von einer Mutter auf ihr Kind durch. Zuvor hatte Broelsch ein Verfahren der Leberteilung entwickelt, bei dem eine Spenderleber für zwei Empfänger verwendet werden konnte, sog. „Split-Liver“. Bei der Lebendspende wird nur ein Teil (Segment) der Leber vom gesunden Spender entfernt und dem Erkrankten eingesetzt. Das Verfahren beruht darauf, dass Teile der Leber zu einem vollständigen Organ nachwachsen können. Die Schwierigkeit besteht darin, das Organ des gesunden Spenders so zu zerteilen („splitten“), dass keine lebenswichtigen Blutgefäße durchtrennt werden. Hierbei verbesserten ab ca. 1999 neue bildgebende Verfahren und die 3D-Visualisierung innerer Organe die Sicherheit entscheidend.
1991 übernahm Christoph Broelsch die Leitung der Klinik für Allgemein-, Viszeral- und Transplantationschirurgie (verbunden mit dem Lehrstuhl) des Universitätsklinikums Hamburg-Eppendorf. Von 1998 bis zu seiner Suspendierung im Jahre 2007 war er Direktor der Klinik für Allgemein- und Transplantationschirurgie in Essen. Für seine Verdienste wurde Broelsch mehrfach geehrt. Sieben Universitäten verliehen ihm die Ehrendoktorwürde. Broelsch operierte auch den Bundespräsidenten Johannes Rau, mit dem er gut befreundet war. Broelsch starb am 12. Februar 2019 im Alter von 74 Jahren. Er wurde auf dem Friedhof Blankenese in Hamburg beigesetzt.

## Gerichtliche Verfahren
1991 wurde gegen Broelsch der Vorwurf der aktiven Sterbehilfe erhoben. Er hatte einer 17-jährigen todkranken Patientin ohne medizinische Notwendigkeit die Pfortader durchschnitten. Die Staatsanwaltschaft nahm in diesem Fall zunächst Ermittlungen auf, stellte sie aber wieder ein. Es war wohl nicht eindeutig belegbar, dass die Durchtrennung der Pfortader todesursächlich war, da gleichzeitig auch alle anderen lebenserhaltenden Maßnahmen eingestellt worden waren. Bereits ein Jahr später gab es wieder staatsanwaltliche Ermittlungen, weil die Witwe eines Notars Strafantrag gestellt hatte. Sie war damit jedoch nicht erfolgreich. 1995 hatte Broelsch erneut Schwierigkeiten, weil er bei einem Patienten dreimal kurz hintereinander eine Lebertransplantation vorgenommen hatte. Dadurch entstanden dessen Krankenkasse Kosten in Höhe von 672.000 Euro, obwohl der Patient kurz nach der letzten Operation verstorben war.
Nach mehreren Fällen von Lebend-Leberspenden unter fragwürdigen Begleitumständen leitete die Staatsanwaltschaft Essen Ermittlungen gegen den Chirurgen ein. Nach einem Enthüllungsbericht des WDR-Journalisten Wolfgang Buschfort 2007 wurde Broelsch schließlich in Essen der Bestechlichkeit, zum Teil in Tateinheit mit Nötigung, des Betruges und der Steuerhinterziehung angeklagt und erstinstanzlich zu drei Jahren Haft ohne Bewährung verurteilt. Ihm wurde vorgeworfen, Dutzenden von Patienten nur gegen erhöhte Zahlungen Aufnahme in die landeseigene Universitätsklinik Essen gewährt zu haben. Zudem seien diese Extrazahlungen als Spenden zu Forschungszwecken deklariert gewesen, was weder den Tatsachen entsprach, noch rechtens war. Gegen das Urteil legten sowohl die Staatsanwaltschaft Essen als auch die Verteidigung Revision beim Bundesgerichtshof ein. Im Juli 2011 verwarf dieser die Revision gegen das Essener Urteil.
Mit der Rechtskraft des Urteils verlor Broelsch auch seinen Pensionsanspruch als Beamter. Am 10. Oktober 2011 trat Broelsch seine Haftstrafe in der Justizvollzugsanstalt Bielefeld-Senne an. Nach Verbüßung der Hälfte der Haftzeit kam Broelsch am 9. April 2013 auf Bewährung frei.

## Auszeichnungen (Auszug)
- 1969 Promotion „magna cum laude“ Universität Düsseldorf
- 1979 Hermann-Kümmel-Preis, Vereinigung Nordwestdeutscher Chirurgen
- 1987 Cine-Clinic Award, American College of Surgeons
- 1991 Bundesverdienstkreuz am Bande
- 1992 Ehrendoktor der Medizin der Katholieke Universiteit Leuven
- 1993 Ehrendoktor der Medizin der Universität Aarhus
- 2001 Ehrenpreis des Deutschen Druiden-Orden Verbandes
- 2002 Lucie-Bolte-Preis
- 2004 Großes Verdienstkreuz der Bundesrepublik Deutschland